# Tamoksyfen
Tamoksyfen (tamoxifen) – organiczny związek chemiczny, należący do selektywnych modulatorów receptora estrogenowego (SERM), syntetyczny lek o działaniu antyestrogenowym, stosowany głównie w terapii raka sutka.

## Mechanizm działania
Wiąże się z receptorami estrogenowymi wewnątrz komórek nowotworowych co prowadzi do zahamowania (działa antagonistycznie) syntezy czynników wzrostu i pobudza tworzenie receptorów progesteronowych. Efektem tego jest zmniejszenie podziału komórek nowotworowych (wrażliwych na działanie estrogenów).
Lek wiąże się również z receptorami estrogenowymi w kośćcu (agonista) zwiększając gęstość kości.
Tamoksyfen powoduje także zmniejszenie stężenia w osoczu wolnego estradiolu, co prowadzi do pobudzenia wydzielania przez przedni płat przysadki mózgowej FSH, który stymuluje jajniki do wytwarzania estrogenów w okresie przedmenopauzalnym.
Prawdopodobnie indukuje uwalnianie czynnika transformującego TGF-β.

## Wskazania
- rak sutka hormonowrażliwy (wykazując ekspresję receptorów estrogenowych) u kobiet po i przed menopauzą
- chemioprewencja raka sutka u kobiet z dużym ryzykiem
- indukcja owulacji
- mastalgia
- mastopatia

## Przeciwwskazania
- nadwrażliwość na lek
- ciąża (kategoria D w klasyfikacji FDA)
- leukopenia
- ciężka małopłytkowość
- hiperkalcemia
- nie wolno stosować u dzieci

Ostrożnie
- choroby wątroby i nerek
- cukrzyca
- choroba zakrzepowo-zatorowa w wywiadzie
- zaburzenia widzenia

## Działania niepożądane
- zaczerwienie twarzy
- uderzenia gorąca
- osutka
- nudności, wymioty
- zawroty i bóle głowy
- zaburzenia miesiączkowania
- krwawienia z dróg rodnych
- upławy
- bóle kostne
- małopłytkowość
- leukopenia
- powikłania zakrzepowo-zatorowe
- świąd sromu
- hiperkalcemia
- obrzęki
- zwiększenie aktywności enzymów wątrobowych
- częściowe wypadanie włosów
- zmiany w rogówce
- zaćma
- retinopatia
- włókniaki macicy

Stosowanie tamoksyfenu wiąże się ze zwiększeniem ryzyka rozrostu endometrium, powstania polipów i endometriozy, raka trzonu macicy. Obserwuje się około 2–3-krotnie zwiększenie ryzyko rozwoju raka trzonu macicy. Ryzyko nie zależy od wielkości dziennej dawki, a łącznej dawki kumulacyjnej i długości leczenia, ponadto rośnie wraz ze stopniem otyłości leczonej. Zaobserwowano zwiększenie częstości występowania mięsaków macicy, przede wszystkim mięsakoraka (carcinosarocoma, malignant mixed Mullerian tumor). Korzyści odnoszone z leczenia raka piersi przewyższają ryzyko rozwoju nowotworu błony śluzowej macicy.

## Dawkowanie
Według zaleceń lekarza.

## Preparaty

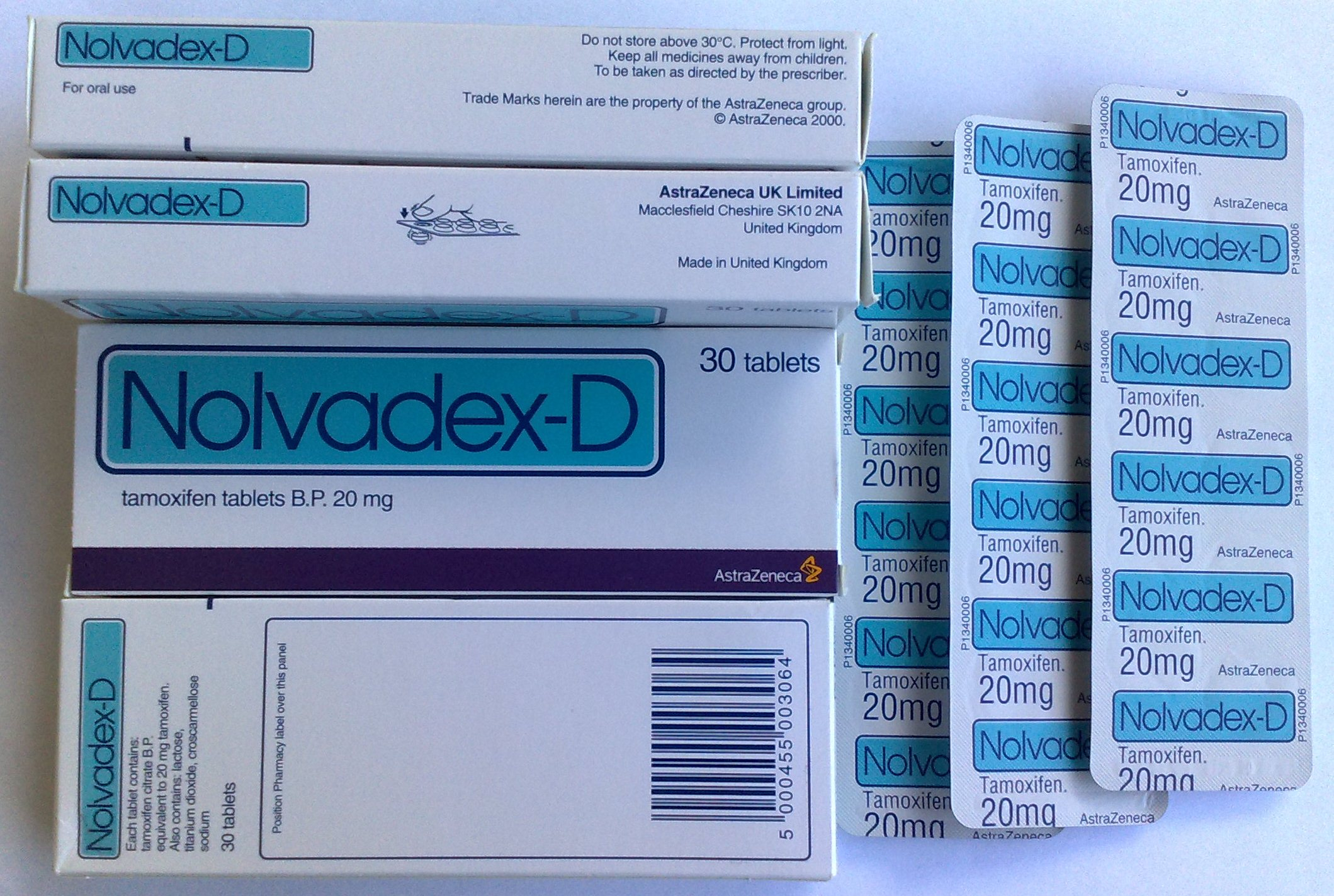
Nolvadex – tamoksyfen w tabletkach

Przykładowe preparaty tamoksyfenu to Nolvadex i Tamoxifen.